# Tiverton (Cheshire)
Pour les articles homonymes, voir Tiverton.
Tiverton est un village du Cheshire, en Angleterre.